# انرژی در آلمان

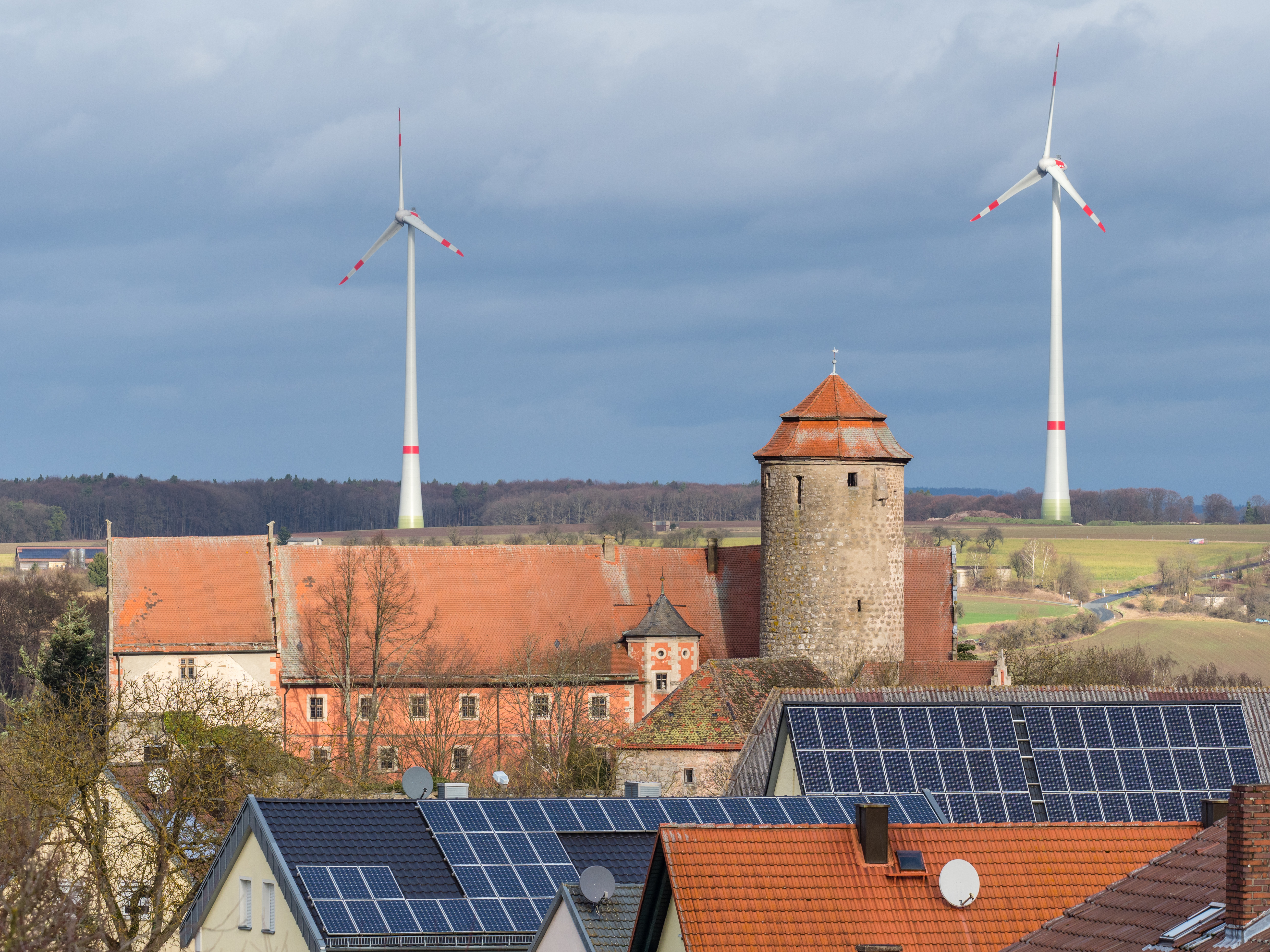
توربین‌های بادی و پنل‌های خورشیدی در قلعه لیسبرگ، آلمان

انرژی مصرفی بر حسب منابع در آلمان

تا سال ۲۰۲۳، مصرف انرژی آلمان به ۱۰۷۹۱ پتاژول رسید که ۷۷٫۶ درصد آن از منابع فسیلی و ۱۹٫۶ درصد از انرژی‌های تجدیدپذیر تأمین می‌شد. آلمان تا سال ۲۰۲۰ هفتمین مصرف بزرگ انرژی در جهان است در سال ۲۰۲۱ تولید برق آلمان به ۵۵۳٫۹ تراوات ساعت رسید که کمتر از ۶۳۱٫۴ تراوات ساعت در سال ۲۰۱۳ بود.
نکته کلیدی سیاست‌ها و سیاست‌گذاری‌های انرژی در آلمان موسوم به «Energiewende» به معنای «تحول انرژی» است. این سیاست شامل حذف تدریجی انرژی هسته ای (تکمیل شده در سال ۲۰۲۳) و جایگزینی تدریجی سوخت‌های فسیلی با انرژی‌های تجدیدپذیر است. جایگزینی برق هسته ای در ابتدا با تولید برق از زغال سنگ و همین‌طور واردات برق صورت گرفت. یک مطالعه نشان داد که حذف تدریجی هسته ای باعث ایجاد ۱۲ میلیارد دلار هزینه در سال شده‌است که بخش عمده آن به دلیل افزایش مرگ و میر ناشی از قرار گرفتن در معرض آلودگی ناشی از سوخت‌های فسیلی بوده‌است.
قبل از حمله روسیه به اوکراین در سال ۲۰۲۲، آلمان به شدت به انرژی روسیه وابسته بود و نیمی از گاز طبیعی، یک سوم نفت گرمایشی و نیمی از واردات زغال سنگ از روسیه را به خود اختصاص می‌داد. آلمان به دلیل همین وابستگی، در بحبوحه تهاجم روسیه به اوکراین در سال ۲۰۲۲، پیشنهاد اتحادیه اروپا برای کاهش واردات انرژی روسیه را به تأخیر انداخت یا کمرنگ کرد. با این حال، تهاجم روسیه منجر به تغییر اساسی در سیاست انرژی آلمان شد، با این هدف که تا اواسط سال ۲۰۲۴ به‌طور کامل مستقل از واردات انرژی از روسیه باشد.

## آمار انرژی
| دسته‌بندی | میزان  |
| -------- | ------ |
| مصرف     | ۵۰۰٫۳۵ |
| تولید    | ۵۴۵٫۲۰ |
| واردت    | ۴۸٫۰۵  |
| صادرات   | ۶۶٫۹۳  |

| مصرف   | ۸۷٫۵۵ |
| تولید  | ۵٫۱۳  |
| واردات | ۸۳٫۱۲ |

| مصرف      | ۸۵۶٬۴۷۰٬۰۰۰ |
| تولید     | ۴۹٬۲۸۰٬۰۰۰  |
| وارد کردن | ۶۲۸٬۰۲۰٬۰۰۰ |

انتشار CO2 در سال ۲۰۲۰: ۶۰۳٫۳۵ میلیون تن

## برنامه انرژی
در برنامه سال ۲۰۳۰، ۸۰ درصد برق مصرفی از انرژی‌های تجدیدپذیر تأمین می‌شود.

## مصرف انرژی

مصرف سوخت فسیلی در آلمان، شامل مجموع بخش شرق و غرب سابق از سال ۱۹۸۰ تا ۲۰۱۱ از داده‌های EIA. استفاده از زغال سنگ پس از اتحاد دو آلمان به میزان قابل توجهی کاهش یافت.

در سال ۲۰۱۹، آلمان ششمین مصرف‌کننده بزرگ انرژی در جهان بود. این کشور همچنین دارای بزرگ‌ترین بازار ملی برق در اروپا بود. آلمان پنجمین مصرف‌کننده بزرگ نفت جهان در سال ۲۰۱۸ بود که ۳۴٫۳ درصد از کل مصرف انرژی آن به خود اختصاص داده بود و ۲۳٫۷ درصد دیگر نیز از گاز طبیعی تأمین می‌شد.

## واردات انرژی

تولید برق تجدیدپذیر آلمان بر اساس منبع

در سال ۲۰۲۱، آلمان ۶۳٫۷ درصد از انرژی مرد نیاز خود را وارد کرد.
حدود ۹۸ درصد از نفت مصرفی در آلمان وارداتی است. در سال ۲۰۲۱، روسیه ۳۴٫۱ درصد، آمریکا ۱۲٫۵ درصد، قزاقستان ۹٫۸ درصد و نروژ ۹٫۶ درصد واردات نفت خام را تأمین کردنده اند.
در سال ۲۰۲۱، آلمان بزرگ‌ترین واردکننده گاز طبیعی در جهان بود که بیش از یک چهارم مصرف انرژی اولیه در آلمان را پوشش می‌داد. حدود ۹۵ درصد از گاز طبیعی مصرفی در آلمان، وارداتی است که حدود نیمی از آن دوباره صادر می‌شود. ۵۵ درصد واردات گاز از روسیه، ۳۰ درصد از نروژ و ۱۳ درصد از هلند بوده‌است. از سال ۲۰۲۲، آلمان پایانه‌های LNG ندارد، بنابراین برای تمام واردات گاز از خطوط لوله استفاده می‌شود. پس از تهاجم روسیه به اوکراین در سال ۲۰۲۲، آلمان اعلام کرد که می‌خواهد یک پایانه LNG در بندر برونسبوتل دریای شمال بسازد تا امنیت تأمین انرژی را بهبود بخشد.
آلمان به دلیل ذخایر غنی زغال سنگ، سنت دیرینه ای در استفاده از زغال سنگ دارد. آلمان چهارمین مصرف‌کننده بزرگ زغال سنگ جهان تا سال ۲۰۱۶ بود استخراج زغال سنگ سخت در سال ۲۰۱۸ به‌طور کامل متوقف شد، زیرا نمی‌توانست با منابع ارزان‌تر آن در نقاط دیگر جهان رقابت کند و این صنعت تنها با کمک یارانه‌ها زنده مانده بود. از سال ۲۰۲۲، فقط زغال سنگ قهوه ای است هنوز در آلمان استخراج می‌شود. پس از پایان تولید داخلی در سال ۲۰۱۸، آلمان تمام ۳۱٫۸ میلیون تن زغال سنگ سخت مصرفی در سال ۲۰۲۰ را وارد کرد. بزرگ‌ترین تأمین کنندگان آن نیز روسیه (۴۵٫۴ درصد)، ایالات متحده (۱۸٫۳ درصد) و استرالیا (۱۲٫۳ درصد) بودند.

در سال ۲۰۲۳، واردات گاز طبیعی آلمان با ۳۲٫۶ درصد کاهش به ۹۶۸ تراوات ساعت (TWh) رسید. این امر به صرفه جویی بیش از پیش انرژی و کاهش صادرات گاز نسبت داده شد. منابع اصلی واردات گاز طبیعی شامل نروژ (۴۳٪)، هلند (۲۶٪) و بلژیک (۲۲٪) بودند.

تولید برق آلمان بر اساس منبع

### انرژی تجدید پذیر

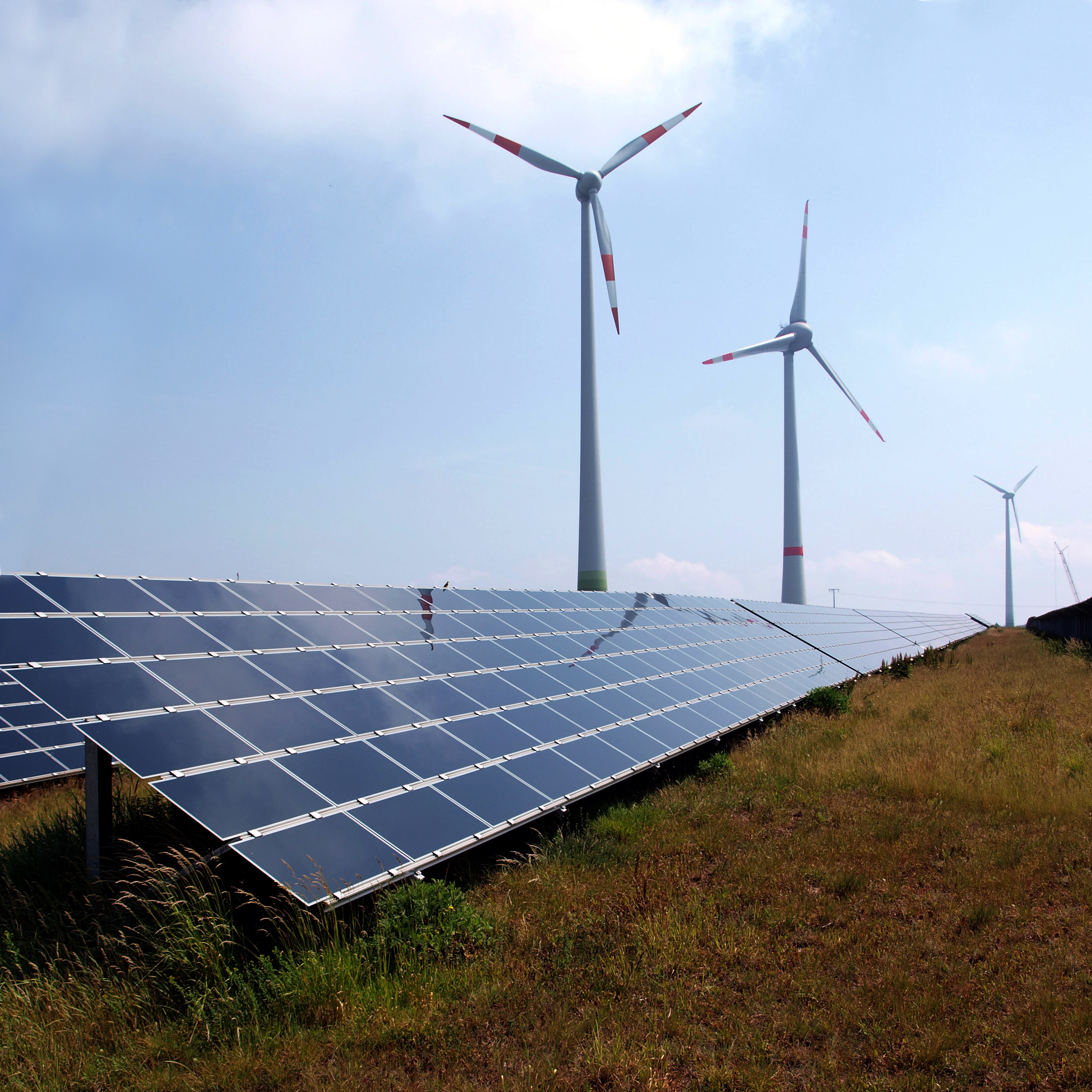
آرایه فتوولتائیک و توربین‌های بادی در مزرعه بادخیز شنیبرگنهوف در ایالت راینلند-فالتس آلمان

## بهره‌وری انرژی

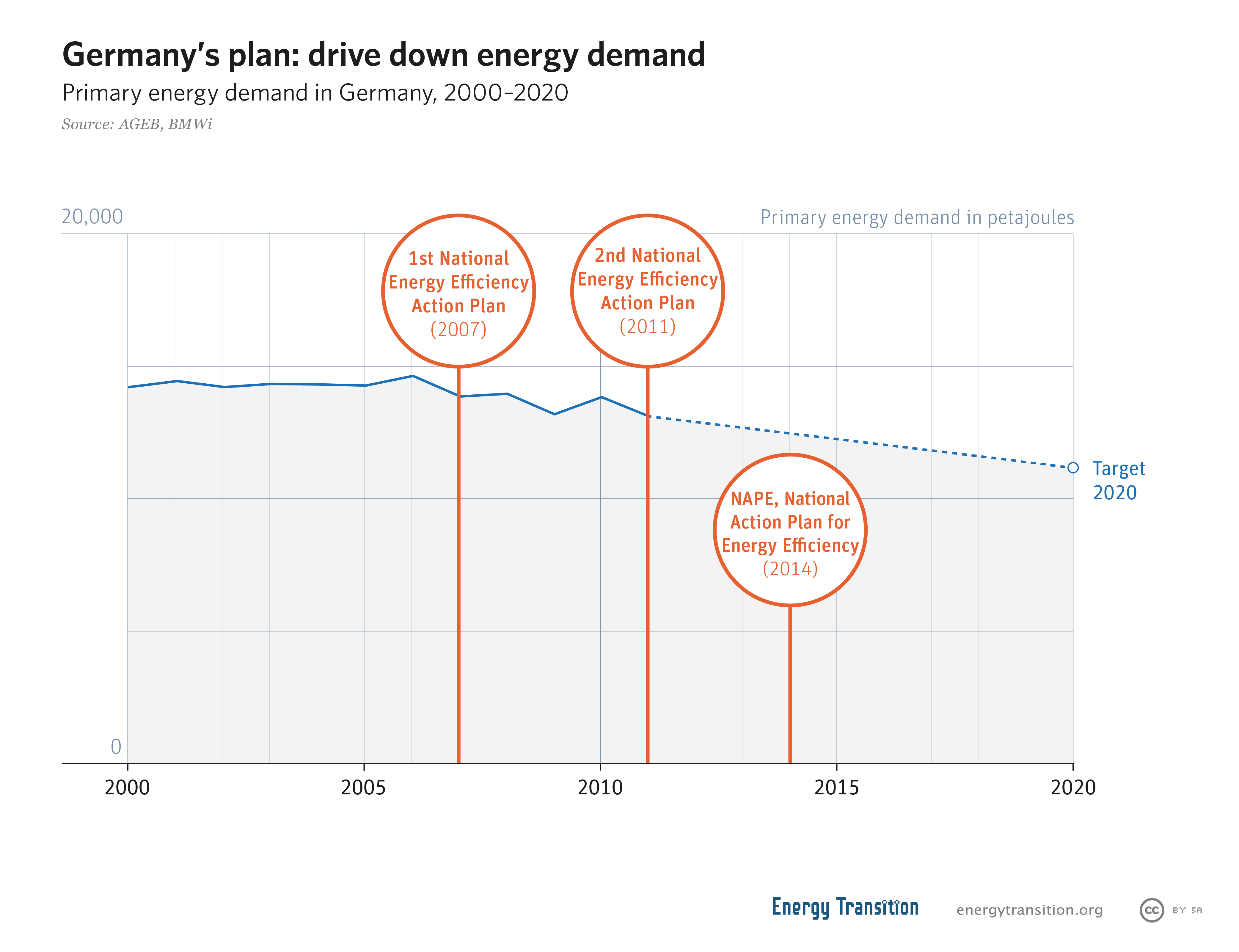
اهداف بهره‌وری انرژی آلمان

#### مالیات کربن

توسعه انتشار دی‌اکسید کربن